# Dwight Evans
Dwight Evans (Filadelfia, 16 maggio 1954) è un politico statunitense, membro della Camera dei Rappresentanti per lo stato della Pennsylvania dal 2016.

## Biografia
Evans inizia la sua carriera politica nel 1980 quando viene eletto alla Camera dei rappresentanti della Pennsylvania. Nel 1994 si candida a governatore della Pennsylvania e per due volte, nel 1999 e nel 2007, si candida a sindaco di Filadelfia perdendo però sempre le primarie democratiche.
Nel 2010 Philadelphia Tribune lo nomina tra i 10 più influenti politici afroamericani della città.
Nel 2016, si candida alla Camera dei Rappresentanti per il secondo distretto della Pennsylvania vincendo le primarie democratiche contro il deputato uscente democratico Chaka Fattah, che poi si dimette pochi mesi prima della fine del suo mandato per delle accuse di corruzione. Vince poi agevolmente le elezioni generali dell'8 novembre, in un distretto fortemente democratico sconfiggendo il repubblicano James Jones con il 90,2% dei voti.